# Milan Kolísek
Milan Kolísek (* 28. října 1956) je bývalý český hokejista, brankář.

## Hokejová kariéra
V lize hrál za TJ Poldi SONP Kladno a během vojenské služby za Duklu Jihlava. S Kladnem získal 3 mistrovské tituly a stal se vítězem PMEZ. Na Mistrovství Evropy juniorů v ledním hokeji 1975 získal stříbrnou medaili za 2. místo. Za Kladno odehrál 250 utkání.

## Klubové statistiky
| 1975–76          | ASD Dukla Jihlava | 1. liga          | 1   | 1.00 | -    |
| 1976–77          | TJ SONP Kladno    | 1. liga          | 1   | 2.00 | 86,7 |
| 1977–78          | Poldi SONP Kladno | 1. liga          | 22  | 2.66 | 91,2 |
| 1978–79          | Poldi SONP Kladno | 1. liga          | 8   | 4.90 | 86,0 |
| 1979–80          | Poldi SONP Kladno | 1. liga          | 22  | 1.86 | 93,6 |
| 1980–81          | Poldi SONP Kladno | 1. liga          | 26  | 2.85 | 91,1 |
| 1981–82          | Poldi SONP Kladno | 1. liga          | 25  | 2.75 | 91,1 |
| 1982–83          | Poldi SONP Kladno | 1. liga          | 28  | 3.95 | 84,0 |
| 1983–84          | Poldi SONP Kladno | 2. liga          | 7   | -    | -    |
| 1984–85          | Poldi SONP Kladno | 2. liga          | 41  | -    | 93,8 |
| 1985–86          | Poldi SONP Kladno | 1. liga          | 14  | 4.79 | 81,3 |
| Celkem v 1. liga | Celkem v 1. liga  | Celkem v 1. liga | 147 | -    | -    |